# Бартулис, Эугениюс
Эугениюс Бартулис (лит. Eugenijus Bartulis; род. 7 декабря 1949 года, Каунас, Литовская ССР, СССР) — литовский прелат. Военный ординарий Литвы с 25 ноября 2000 года по 19 июня 2010 года. Епископ Шяуляя с 28 мая 1997 года по 8 декабря 2024.

## Биография
После окончания в 1968 году средней школы в Каунасе учился в Каунасской семинарии (1971—1976). После успешного окончания семинарии рукоположен в священники 30 мая 1976 года. Служил в приходах Кельме, Радвилишкиса и Каунаса. В 1989 году стал настоятелем кафедрального собора Каунаса. Преподавал в Каунасской семинарии, а в 1996 году был назначен её ректором.
28 мая 1997 года был назначен первым епископом вновь образованной епархии Шяуляя, кафедру которой он занимал до 8 декабря 2024 года. Епископская хиротония состоялась 29 июня 1997 года, её возглавлял архиепископ Сигитас Тамкявичус. После того, как в 2000 году в Литве был создан Военный ординариат, Бартулис стал его первым главой. В 2010 году подал в отставку с поста военного ординария.